# Lepanthes wullschlaegelii
Lepanthes wullschlaegelii är en orkidéart som beskrevs av William Fawcett och Alfred Barton Rendle. Lepanthes wullschlaegelii ingår i släktet Lepanthes och familjen orkidéer. Inga underarter finns listade i Catalogue of Life.